# Delta Sagittae
Delta Sagittae (7 Sagittae) é uma estrela na direção da constelação de Sagitta. Possui uma ascensão reta de 19h 47m 23.27s e uma declinação de +18° 32′ 03.3″. Sua magnitude aparente é igual a 3.68. Considerando sua distância de 448 anos-luz em relação à Terra, sua magnitude absoluta é igual a −2.01. Pertence à classe espectral M2II + B6.